# Campeonato Europeu Sub-20 de Atletismo
O Campeonato Europeu Sub-20 de Atletismo (em inglês: European Athletics U20 Championships) anteriormente Campeonato Europeu Júnior de Atletismo é um evento organizado pela Associação Europeia de Atletismo a cada dois anos com atletas de até 19 anos de idade. A história da competição de atletismo decorre dos Jogos Europeus Júnior de Atletismo, que foi realizado pela primeira vez em 1964. O evento foi o primeiro a ser organizado pela Associação Europeia de Atletismo, e a partir da edição de 1970 o campeonato foi renomeado para o seu título atual.

## Edições dos  Jogos Europeus de Atletismo Júnior
| 1º | 1964 | Varsóvia | Polónia           | 18 – 20 de setembro | Estádio da Década    |  |  |
| 2º | 1966 | Odessa   | União Soviética   | 24 – 25 de setembro | Estádio Chornomorets |  |  |
| 3º | 1968 | Leipzig  | Alemanha Oriental | 23 – 25 de agosto   |                      |  |  |
|    |      |          |                   |                     |                      |  |  |

## Edições do Campeonato Europeu de Atletismo Júnior
| 1º  | 1970 | Paris         | França            | 11 – 13 de setembro       | Stade Olympique Yves-du-Manoir   |  |  |
| 2º  | 1973 | Duisburgo     | Alemanha          | 24 – 26 de agosto         | Wedaustadion                     |  |  |
| 3º  | 1975 | Atenas        | Grécia            | 22 – 24 de agosto         | Estádio Karaiskákis              |  |  |
| 4º  | 1977 | Donetsk       | União Soviética   | 19 – 21 de agosto         | Estádio Lokomotiv                |  |  |
| 5º  | 1979 | Bydgoszcz     | Polónia           | 16 – 19 de agosto         | Estádio Zdzisław-Krzyszkowiak    |  |  |
| 6º  | 1981 | Utrecht       | Países Baixos     | 20 – 23 de agosto         | Atletiekbaan Overvecht           |  |  |
| 7º  | 1983 | Schwechat     | Áustria           | 25 – 28 de agosto         | Estádio Rudolf-Tonn              |  |  |
| 8º  | 1985 | Cottbus       | Alemanha Oriental | 22 – 25 de agosto         | Leichtathletikstadion Cottbus    |  |  |
| 9º  | 1987 | Birmingham    | Reino Unido       | 6 – 9 de agosto           | Estádio Alexander                |  |  |
| 10º | 1989 | Varaždin      | Iugoslávia        | 24 – 27 de agosto         | Estádio Sloboda                  |  |  |
| 11º | 1991 | Salonica      | Grécia            | 8 – 11 de agosto          | Estádio Kaftanzoglio             |  |  |
| 12º | 1993 | San Sebastián | Espanha           | 29 de julho – 1 de agosto | Estádio Anoeta                   |  |  |
| 13º | 1995 | Nyíregyháza   | Hungria           | 27 – 30 de julho          | Estádio Városi                   |  |  |
| 14º | 1997 | Liubliana     | Eslovênia         | 24 – 27 de julho          | Estádio Bežigrad                 |  |  |
| 15º | 1999 | Riga          | Letónia           | 5 – 8 de agosto           | Estádio Daugava                  |  |  |
| 16º | 2001 | Grosseto      | Itália            | 19 – 22 de julho          | Estádio Olimpico Carlo Zecchini  |  |  |
| 17º | 2003 | Tampere       | Finlândia         | 23 – 27 de julho          | Estádio Ratina                   |  |  |
| 18º | 2005 | Kaunas        | Lituânia          | 21 – 24 de julho          | Estádio Darius e Girėnas         |  |  |
| 19º | 2007 | Hengelo       | Países Baixos     | 19 – 22 de julho          | Estádio Fanny Blankers-Koen      |  |  |
| 20º | 2009 | Novi Sad      | Sérvia            | 23 – 26 de julho          | Estádio Karađorđe                |  |  |
| 21º | 2011 | Tallinn       | Estónia           | 21 – 24 de julho          | Estádio Kadrioru                 |  |  |
| 22º | 2013 | Rieti         | Itália            | 18 – 21 de julho          | Estádio Raul Guidobaldi          |  |  |
| 23º | 2015 | Eskilstuna    | Suécia            | 16 – 19 de julho          | Estádio Ekängens Friidrottsarena |  |  |
| 24º | 2017 | Grosseto      | Itália            | 20 – 23 de julho          | Estádio Olimpico Carlo Zecchini  |  |  |
| 25º | 2019 | Borås         | Suécia            | 18 – 21 de julho          | Estádio Ryavallen                |  |  |
| 26º | 2021 | Tallinn       | Estónia           | 15 – 18 de julho          | Kadrioru staadion                |  |  |
| 27º | 2023 | Jerusalém     | Israel            | 7 – 10 de julho           | Estádio Givat Ram                |  |  |
|     |      |               |                   |                           |                                  |  |  |